# Pau Miki
Pau Miki (Kyoto, 1556, 1562 o 1566 - Nagasaki, 6 de febrer de 1597) és un sant màrtir de l'Església Catòlica d'origen japonès.
En japonès el seu nom s'escriu パウロ三木 (Pauro Miki).

## Biografia
Pau Miki va néixer en el si d'una família rica. Batejat als cinc anys amb el nom de Pauro (Pau), va ser educat pels jesuïtes a Azuchi i a Takatsuki. Ingressà a la Companyia de Jesús i predicà l'Evangeli entre els seus compatriotes. El poder japonès va témer la influència dels jesuïtes i els perseguí.
Pau Miki va ser fet pres juntament amb altres companys, coneguts com els vint-i-sis màrtirs del Japó; dos dels quals també eren jesuïtes, l'erudit Joan de Soan de Gotó i Dídac Kisai, i 23 franciscans. Per servir com a escarment a la població, van haver de caminar gairebé 1.000 kilòmetres, des de Kyoto fins a Nagasaki, per ser aquesta la ciutat més evangelitzada del Japó, sent allà crucificats el 5 de febrer de 1597.
Pau Miki predicà un darrer sermó des de la creu, i s'afirma que perdonà els seus botxins dient: «jo declaro que perdono el cap de la nació que donà l'ordre de crucificar-nos, i a tots aquells que han contribuït al nostre martiri.»
Tots ells van ser canonitzats pel Papa Pius IX el 1862, conjuntament amb el religiós Miquel dels Sants.

## Vegeu també

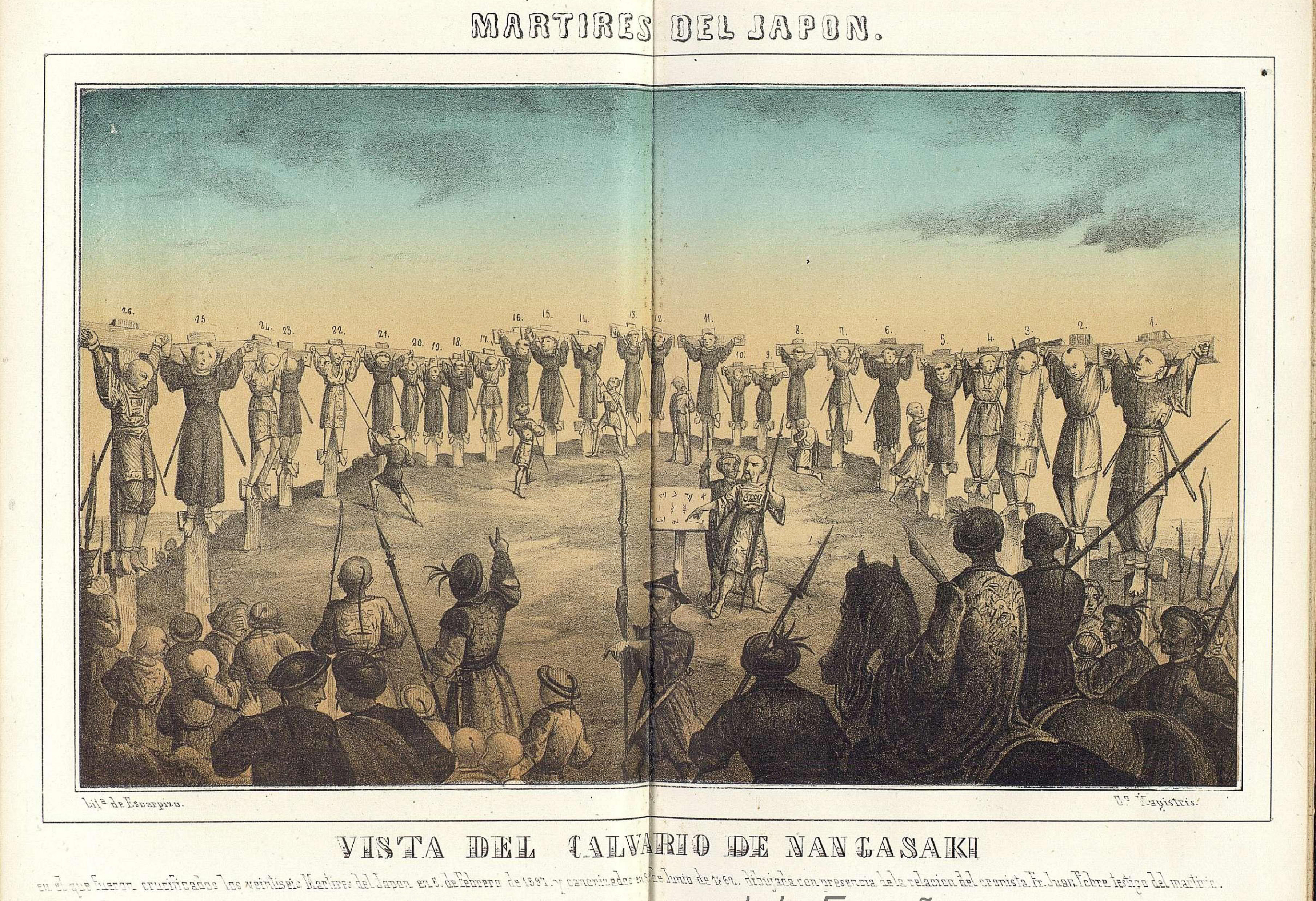
Gravat del martiri dels 26 màrtirs del Japó, s. XIX
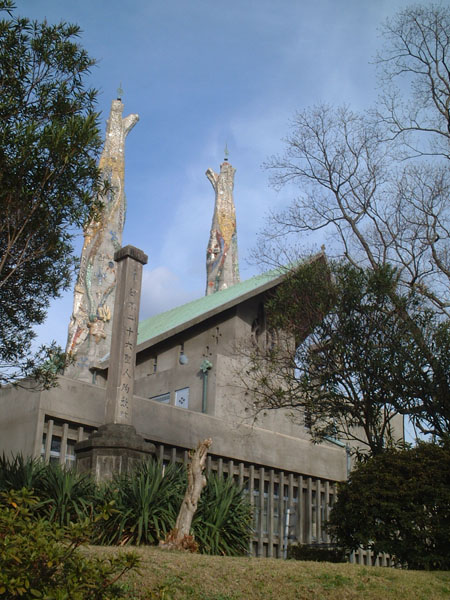
Església i museu dels 26 màrtirs de Nagasaki, aixecada al turó de Nishizaka, on van ser executats els 26 màrtirs de 1597.